# 图瓦人民革命军

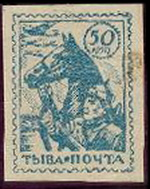
1942年发行的纪念图瓦人民革命军的邮票

图瓦人民革命军是图瓦人民共和国的武装力量，由图瓦人民革命党领导，存在于1924年9月25日—1944年10月14日。

## 歷史

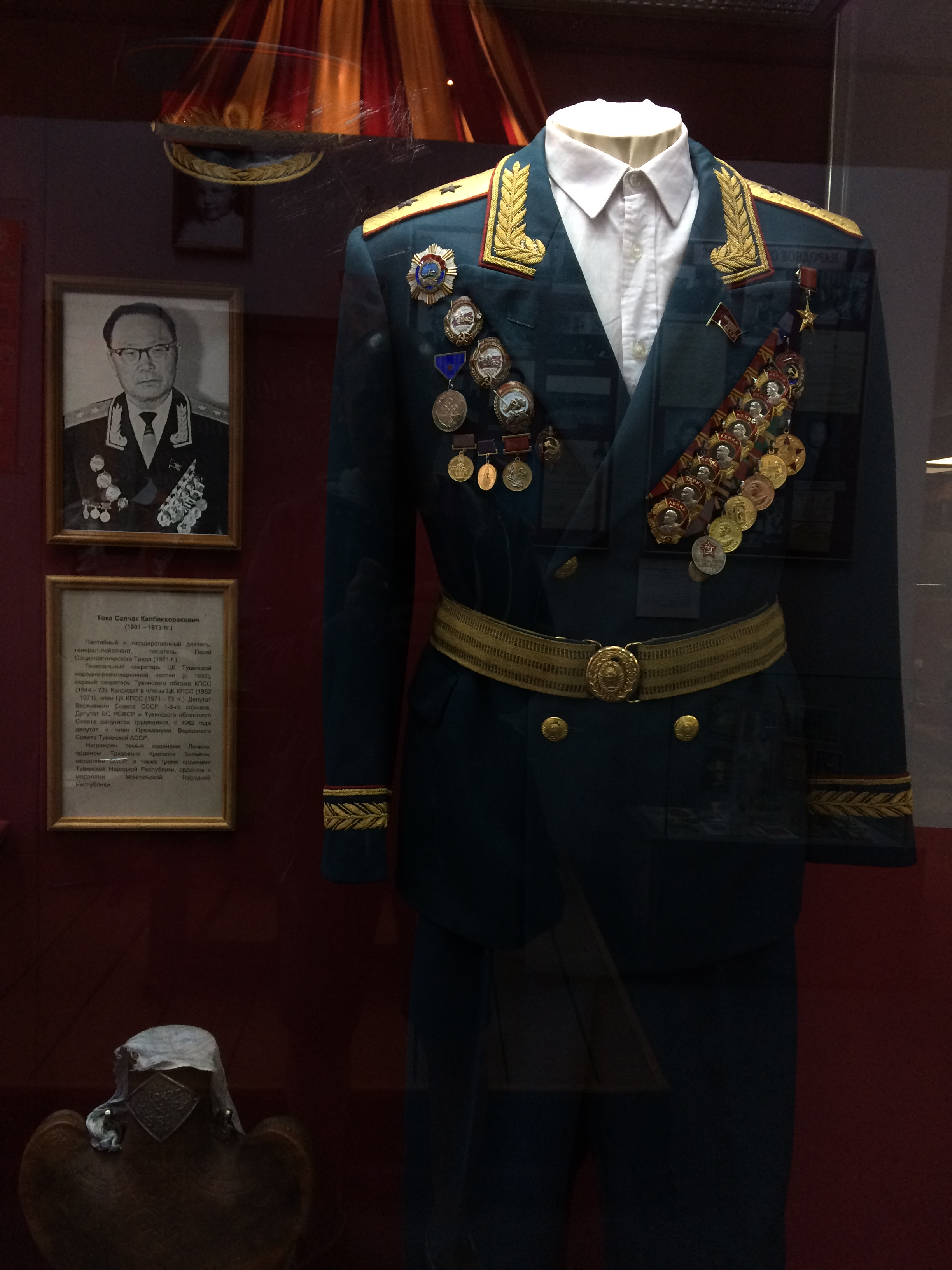
圖瓦人民革命軍最後一任事实上的總司令薩爾恰克·托卡的軍禮服

圖瓦第一批軍事化編隊出現在俄國內戰期間，當時還是烏梁海邊疆區。1921年，剛剛獨立的共和國成立軍事部。組成了一支小型通信支隊，隔年軍事部廢除後，該支隊隸屬於司法部。1924年春，圖瓦人民共和國政府決定成立正規軍，並於同年9月24日獲得批准。到了1925年9月，通信支隊改組為中隊，並達到了連級規模。它被命名為圖瓦阿拉特（人民）紅軍。1929-1932年，部隊隨即擴編到團的規模。1934年，正式更名為圖瓦人民革命軍。
圖瓦部隊曾經在蘇德戰爭中代表蘇聯一方作戰，總共有約8000名來自圖瓦的軍事人員參加了戰爭，其中20人獲得了榮譽勳章。1944年10月14日，隨著圖瓦併入蘇聯，圖瓦部隊也併入蘇聯紅軍，改編為蘇聯西伯利亞軍區第7獨立騎兵團，並於1946年解散。該團的一部分被轉移到駐紮在克拉斯諾亞爾斯克的第127步槍師，另一部分成為伊爾庫茨克第10步槍師的一部分。